# کرچمار
کرچمار (به صربی: Krčmar) یک روستا در صربستان است که در Mionica واقع شده‌است.